# Villa Guardia
Villa Guardia es una localidad y comune italiana de la provincia de Como, región de Lombardía, con 7.581 habitantes.

## Evolución demográfica
| Gráfica de evolución demográfica de Villa Guardia entre 1861 y 2001 |
|                                                                     |
| Fuente ISTAT - elaboración gráfica de Wikipedia                     |